# Игри с пляскане
Игрите с пляскане са обикновено кооперативни, несъстезателни игри с ръце, които най-често се играят от двама играчи и включват пляскане като ритмичен съпровод на игра с пеене или рецитиране на стихчета, често детски стихчета, като броенка. Игрите с пляскане се срещат по целия свят и подобни игри могат да бъдат известни в големи области с регионални вариации.

## Същност на игрите
Поради необходимите комуникационни умения и координация, простите игри с пляскане са подходящи за деца на възраст между 24 месеца и повече. В много култури игрите с пляскане се играят от двата пола и от всички възрасти, но в много европейски и повлияни от Европа култури те до голяма степен са присъщи на момичетата.

## В България
В България игрите с пляскане често ползват български броенки или песнички. Популярна песничка е „Хей ръчички, хей ги две“ на Боян Чомаков:
| „ | Хей ръчички, хей ги две! Те ме слушкат най-добре! Едната мие другата! А пък двете лицето! Хубавите ръчички. Те са още мънички. Тупа лупа ръчички. Цапа цапа мънички. Да се хванем за ръце. Да направим колелце. Трака трака тракалце. Вижте нашето хорце. Хайде всички ред по ред. Че да тръгнем все напред. Хайде крачка едно две. Да вървим две по две. | “ |

- Игра с пляскане в Бенин